# Exetastes violaceipennis
Exetastes violaceipennis là một loài tò vò trong họ Ichneumonidae.